# Muricinae
Muricinae là một phân họ ốc biển săn mồi, động vật thân mềm chân bụng sống ở biển trong họ Muricidae.

## Hình ảnh
- Aspella Mörch, 1877
- Attiliosa Emerson, 1968
- Bolinus Pusch, 1837
- Bouchetia Houart & Héros, 2008
- Calotrophon Hertlein & Strong, 1951
- Chicomurex Arakawa, 1964
- Chicoreus Montfort, 1810
- Dermomurex Monterosato, 1890
- Flexopteron Shuto, 1969
- Haustellum Schumacher, 1817
- Hexaplex Perry, 1810
- Ingensia Houart, 2001
- Murex Linnaeus, 1758
- Naquetia Jousseaume, 1880
- Paziella Jousseaume, 1880
- Phyllocoma Tapparone Canefri, 1881
- Phyllonotus Swainson, 1833
- Poirieria Jousseaume, 1880
- Ponderia Houart, 1986
- Prototyphis Ponder, 1972
- Pseudoperissolax B. L. Clark, 1918 †
- Pterochelus Jousseaume, 1880
- Pterynotus Swainson, 1833
- Purpurellus Jousseaume, 1880
- Siratus Jousseaume, 1880
- Timbellus de Gregorio, 1885
- Vokesimurex Petuch, 1994

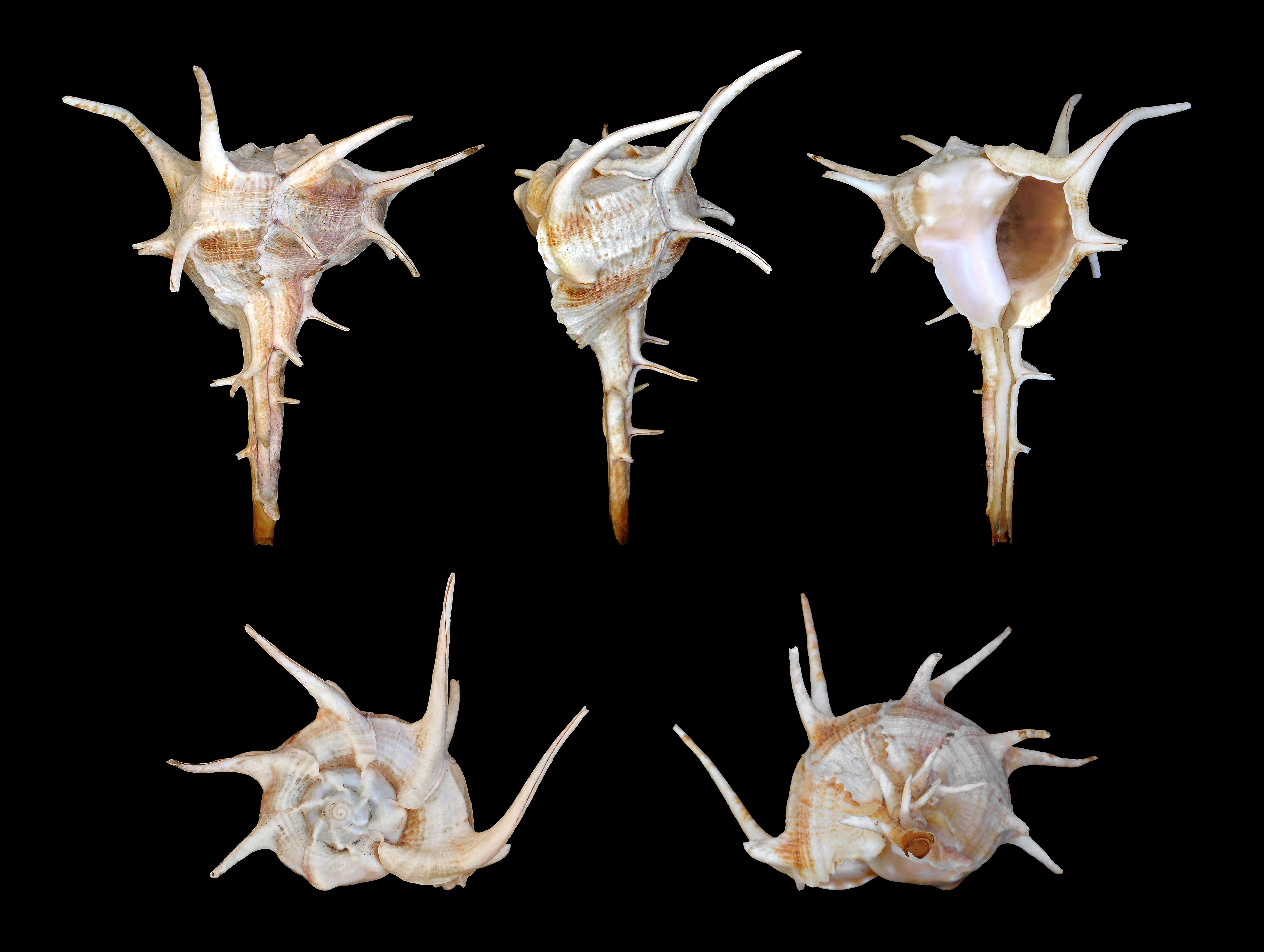
Bolinus cornutus
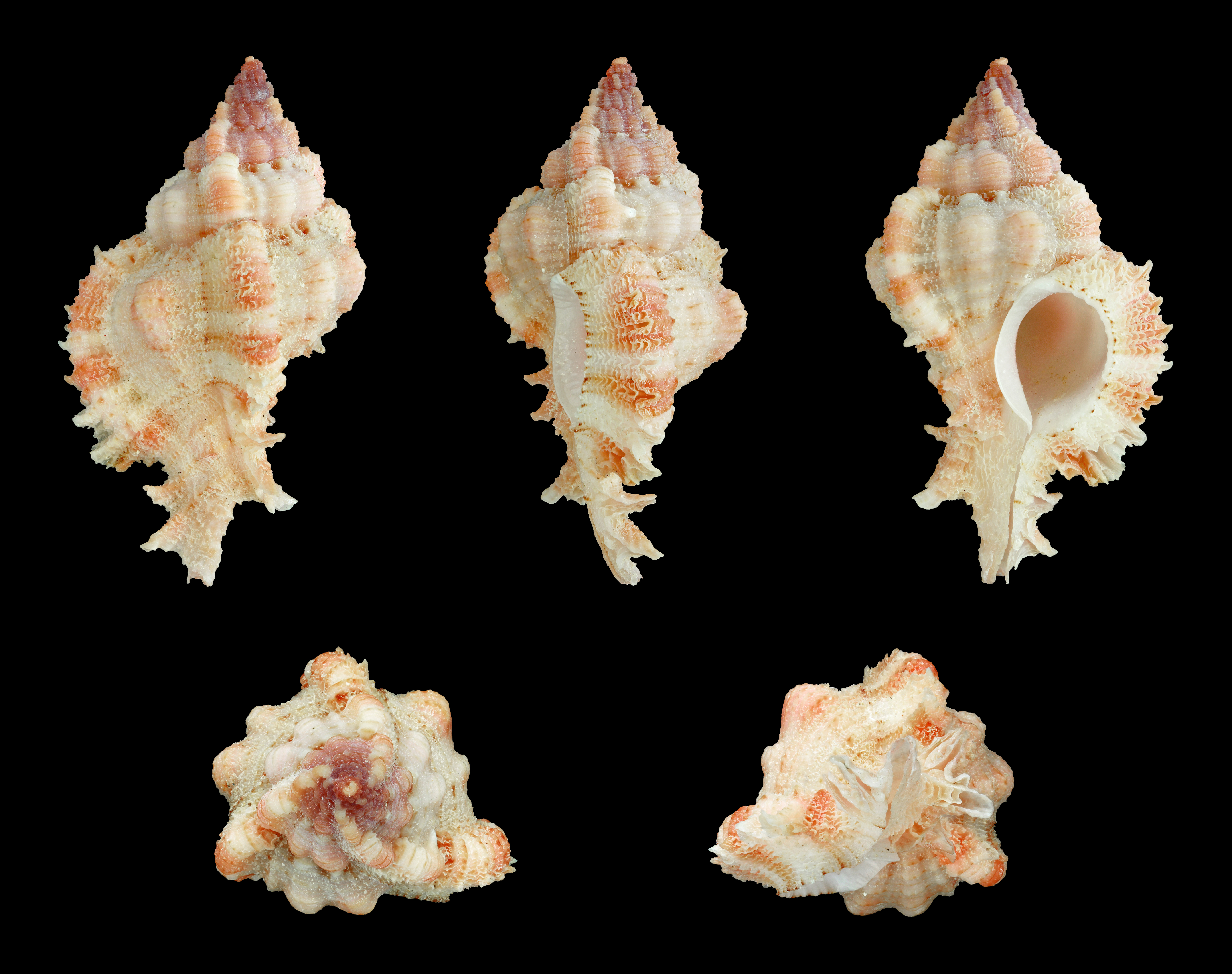
Chicomurex venustulus
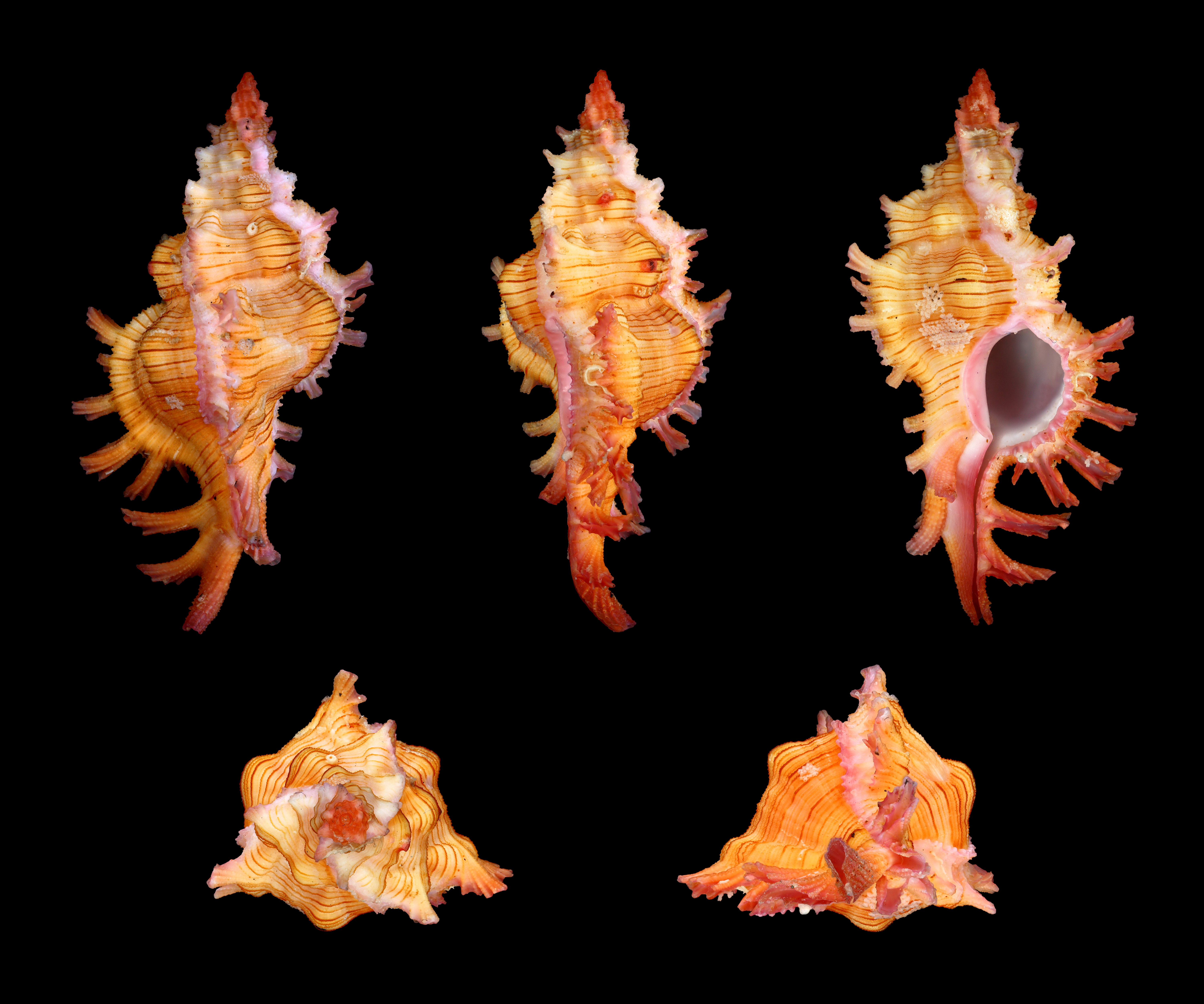
Chicoreus aculeatus
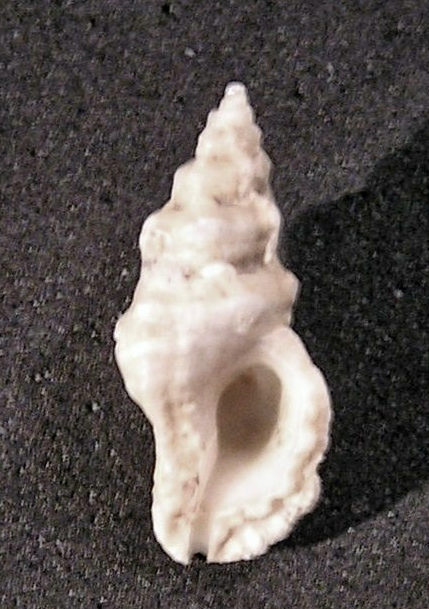
Dermomurex elizabethae
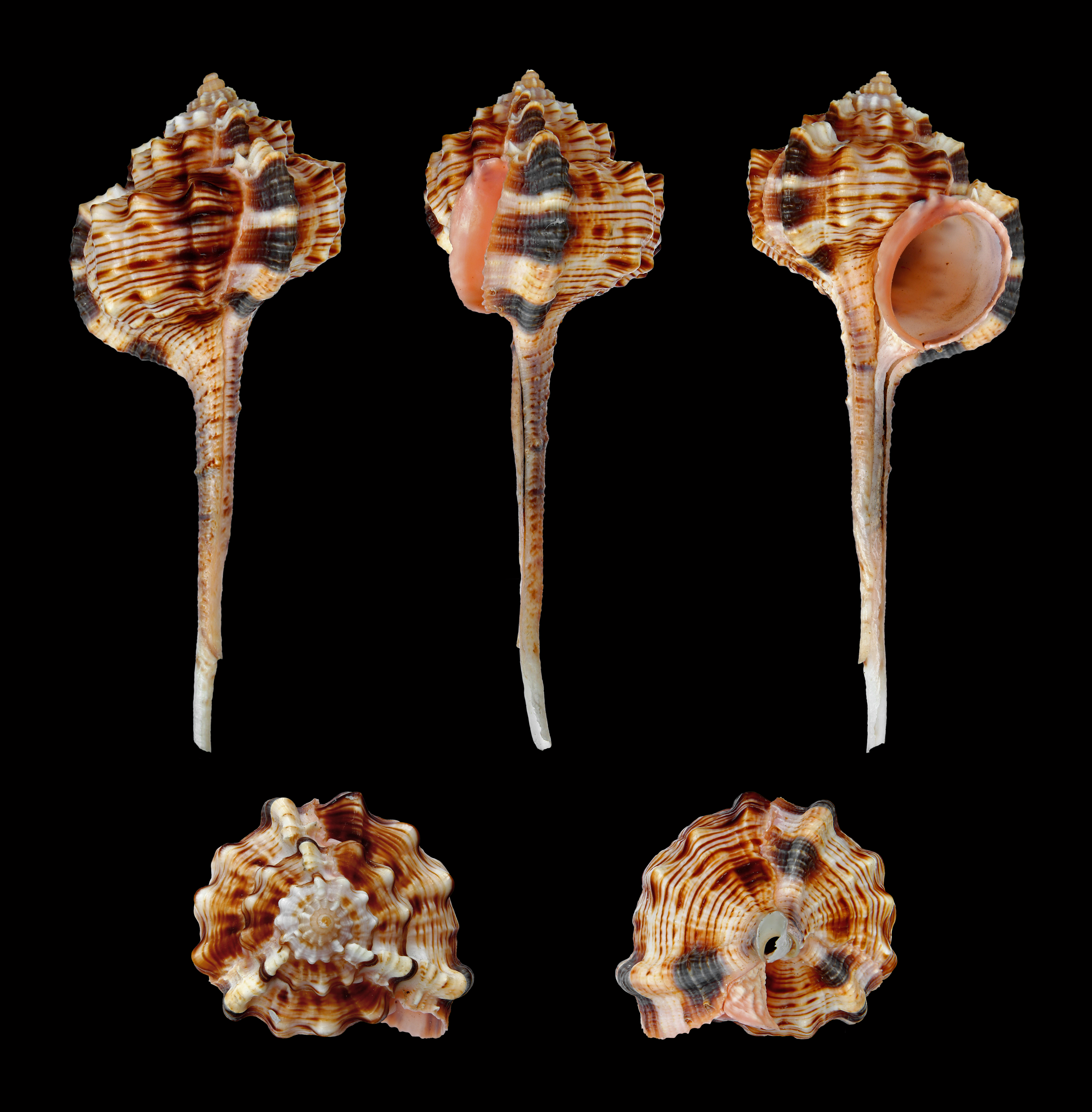
Haustellum haustellum
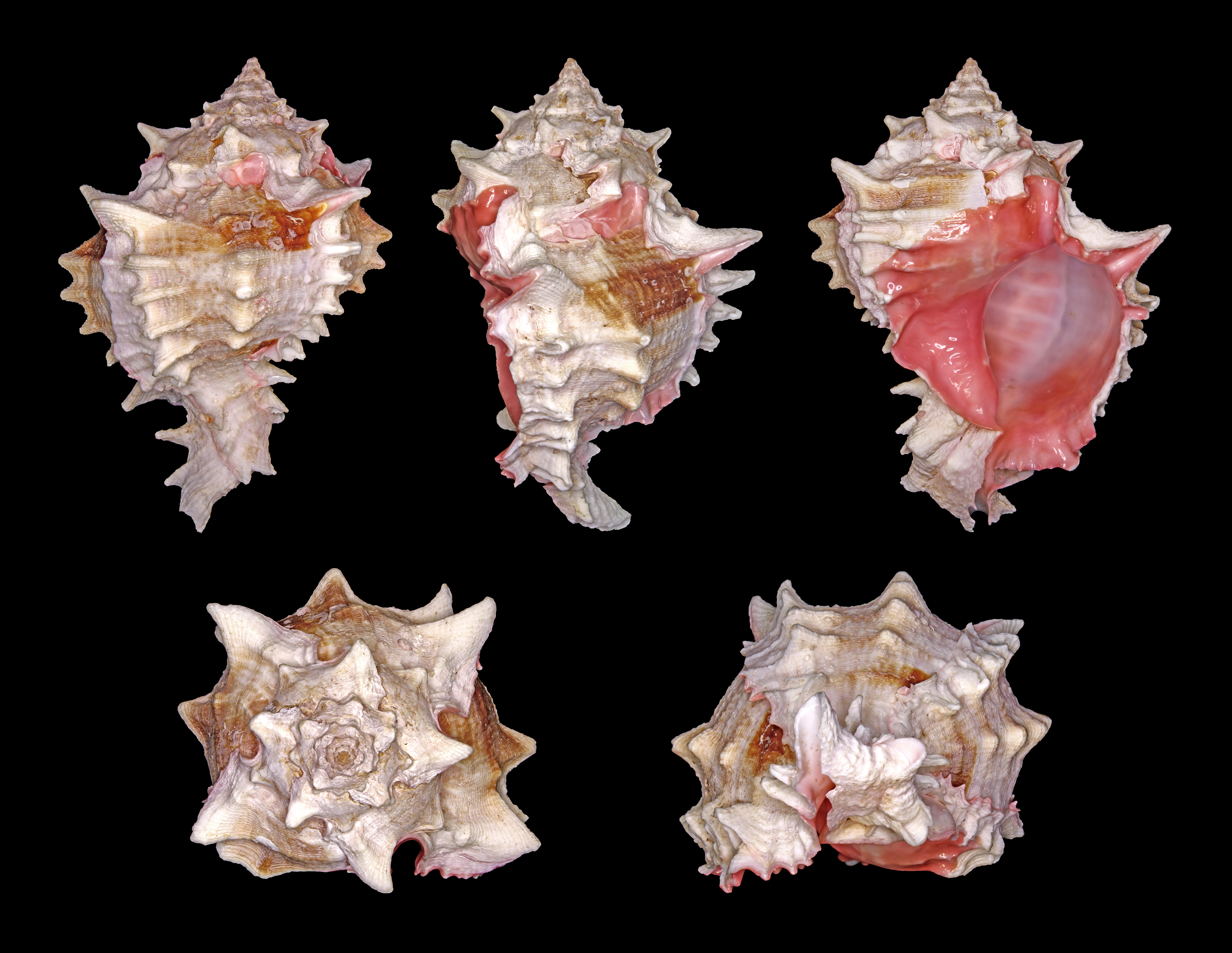
Hexaplex erythrostomus
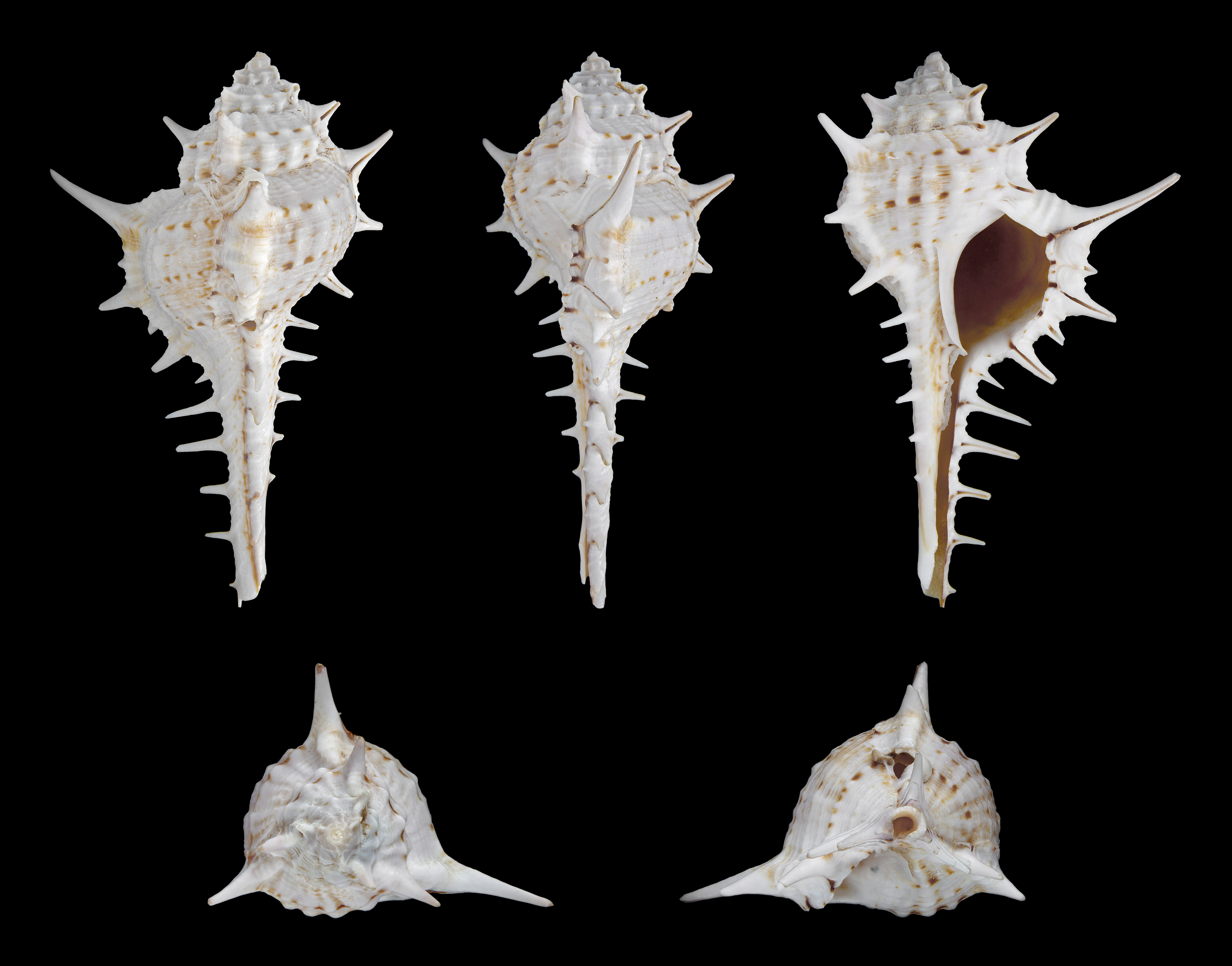
Murex carbonnieri
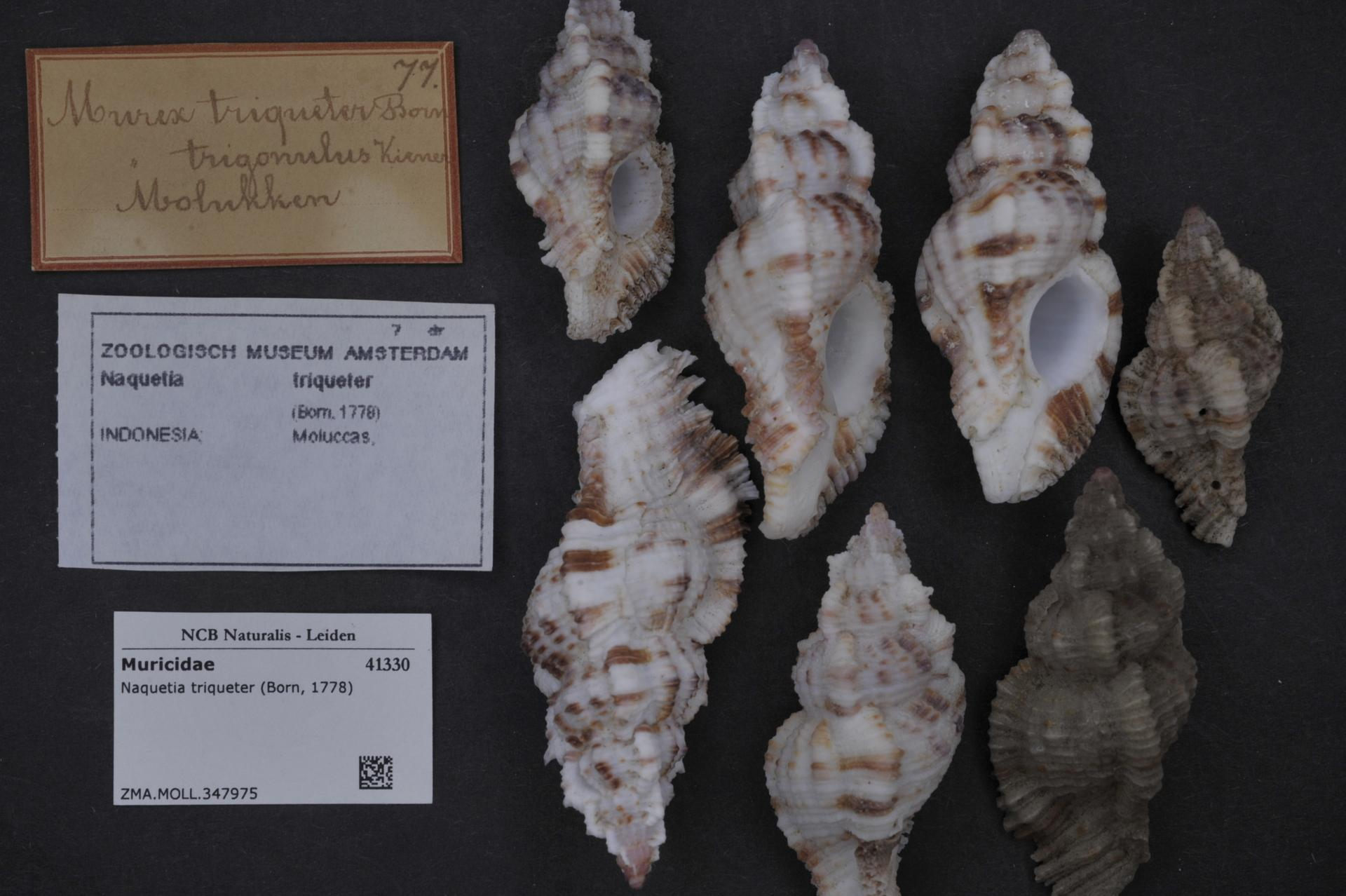
Naquetia triqueter
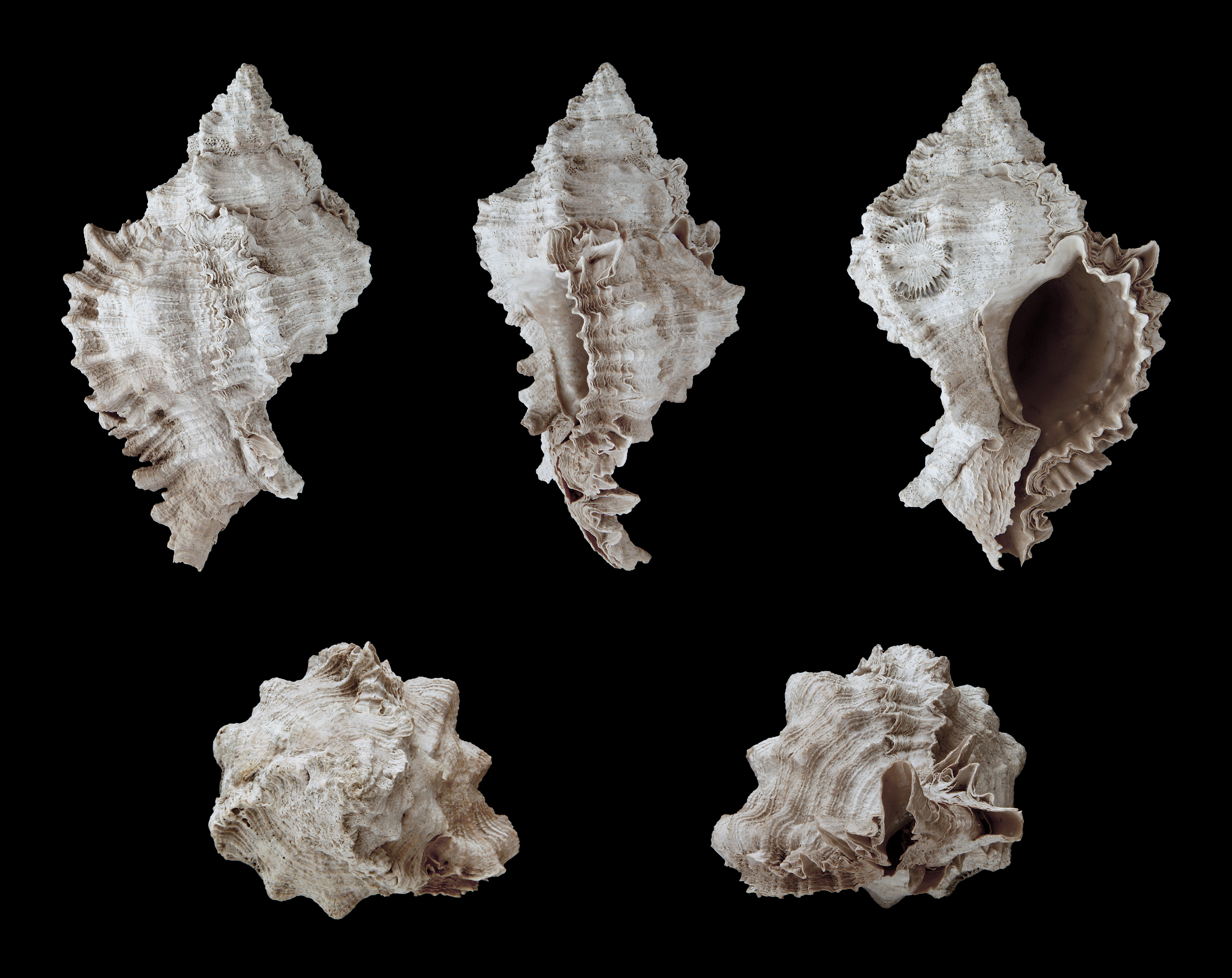
Phyllonotus evergladensis
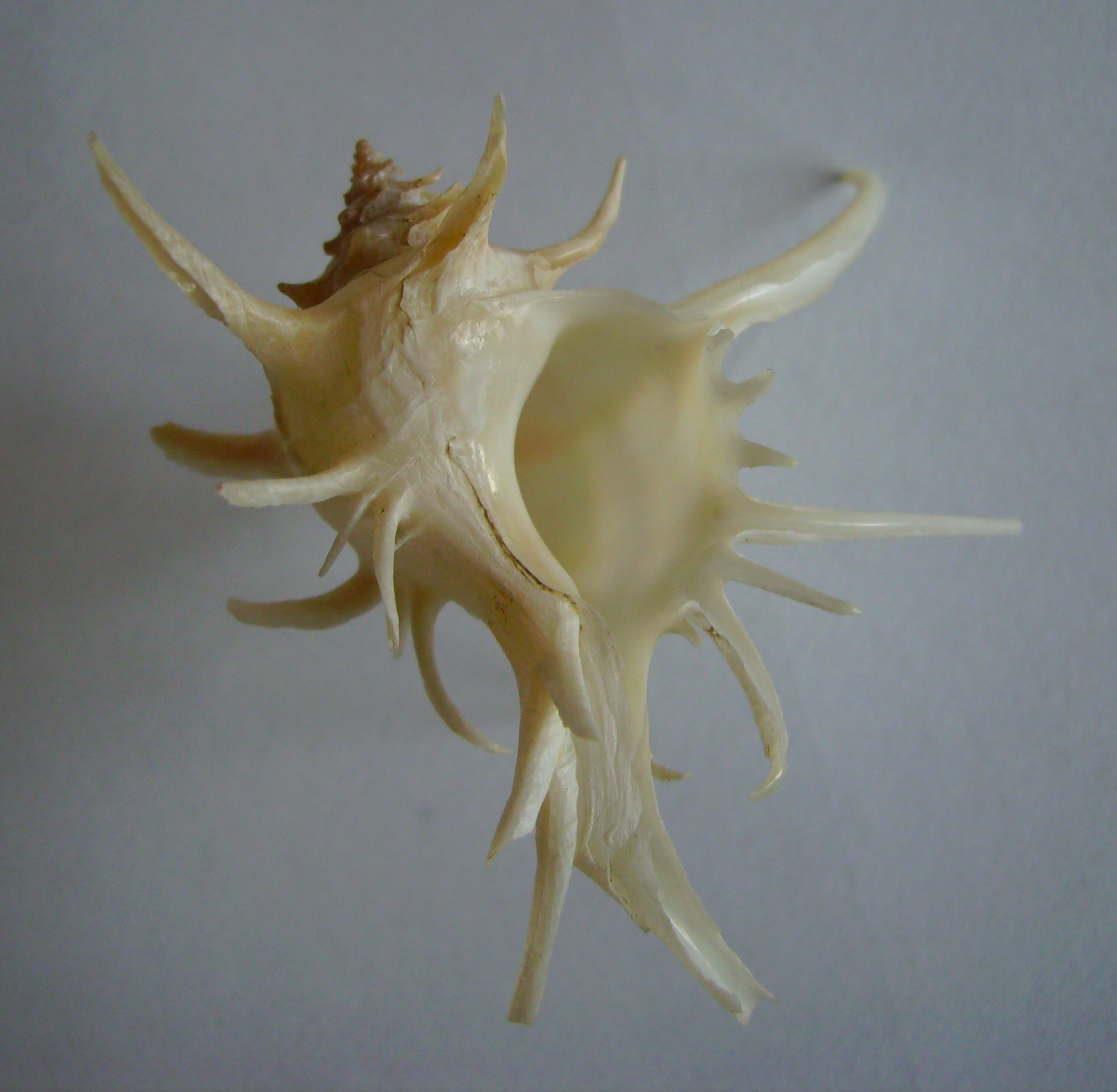
Poirieria zelandica
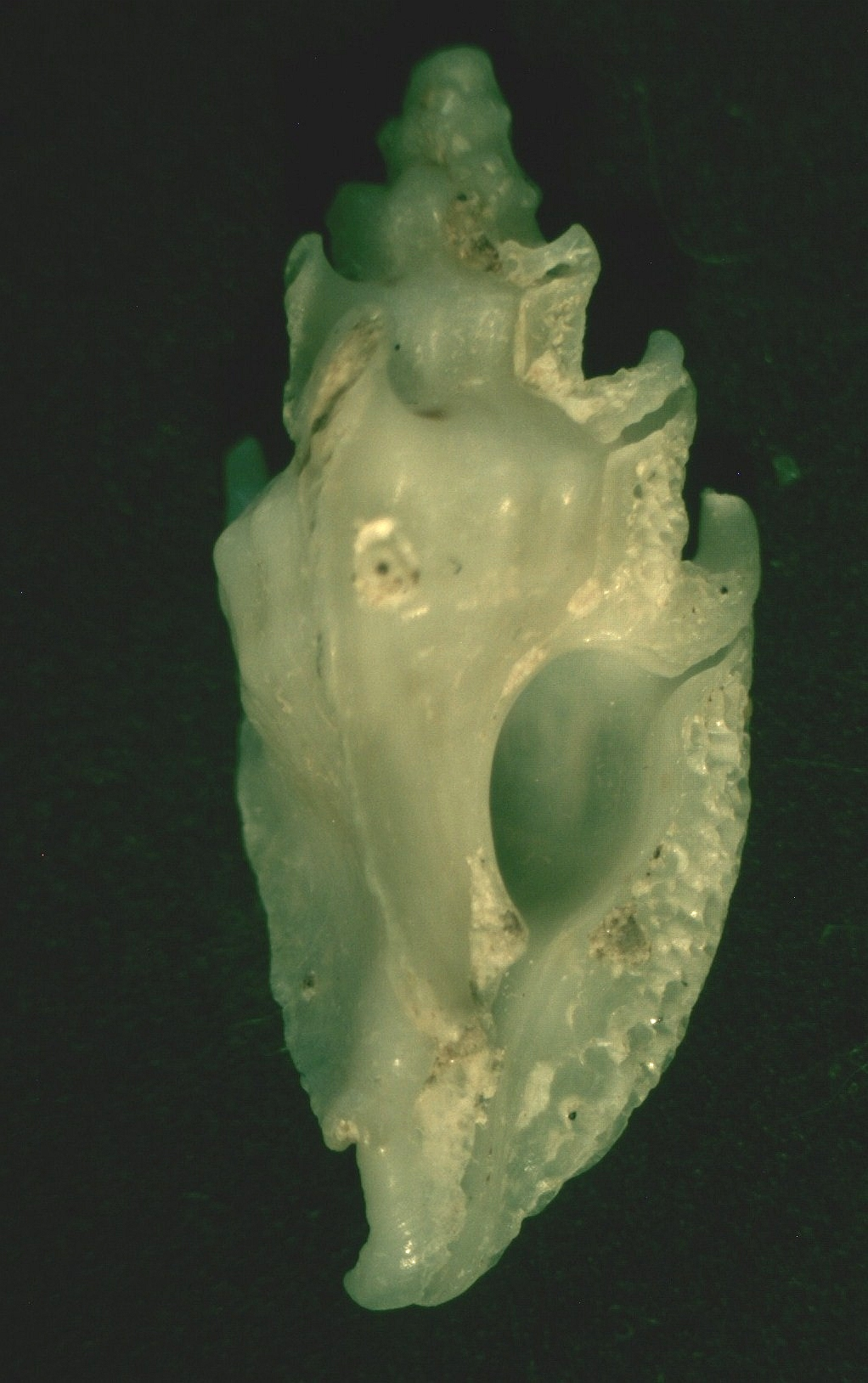
Prototyphis angasi
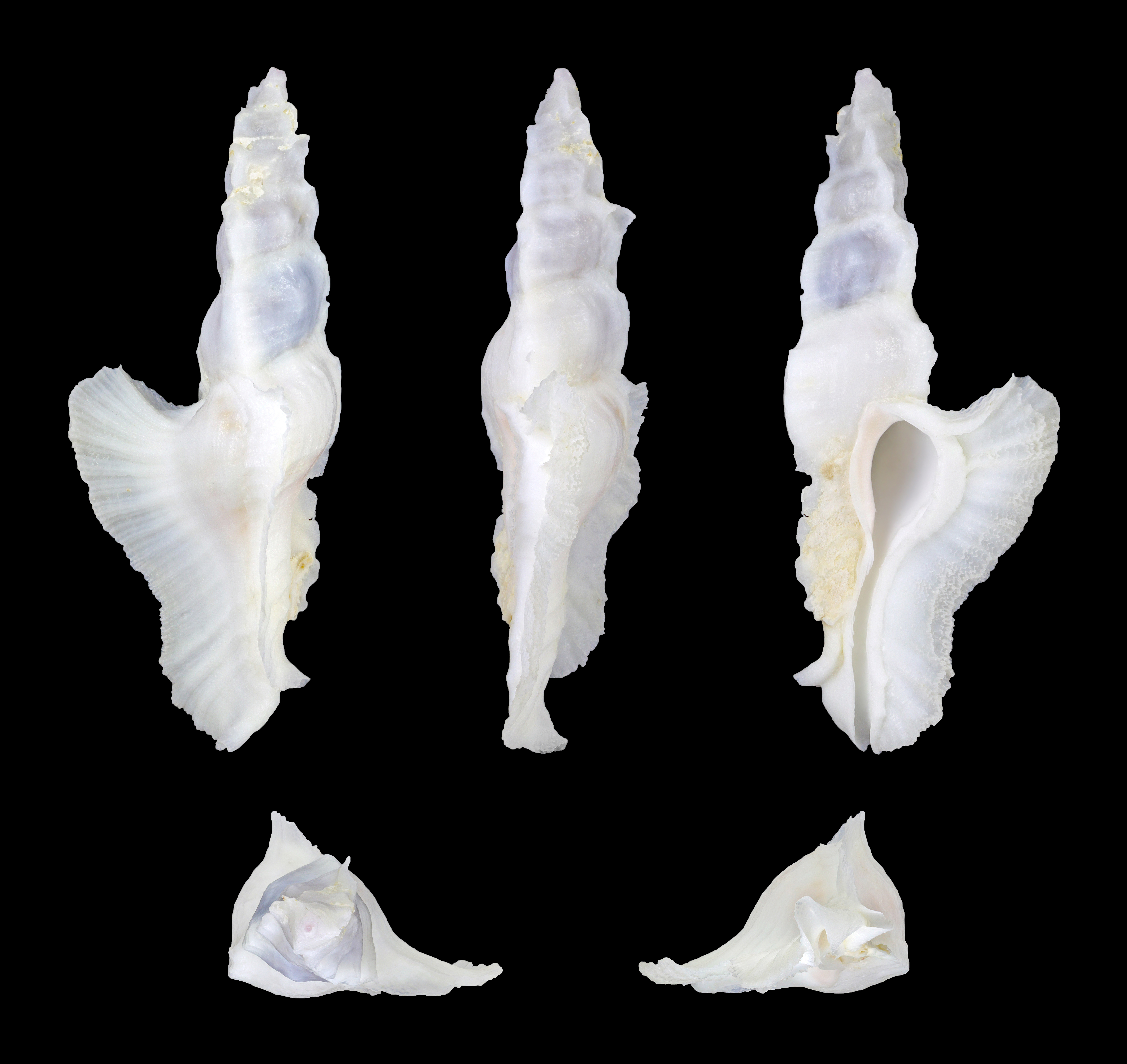
Pterynotus elongatus
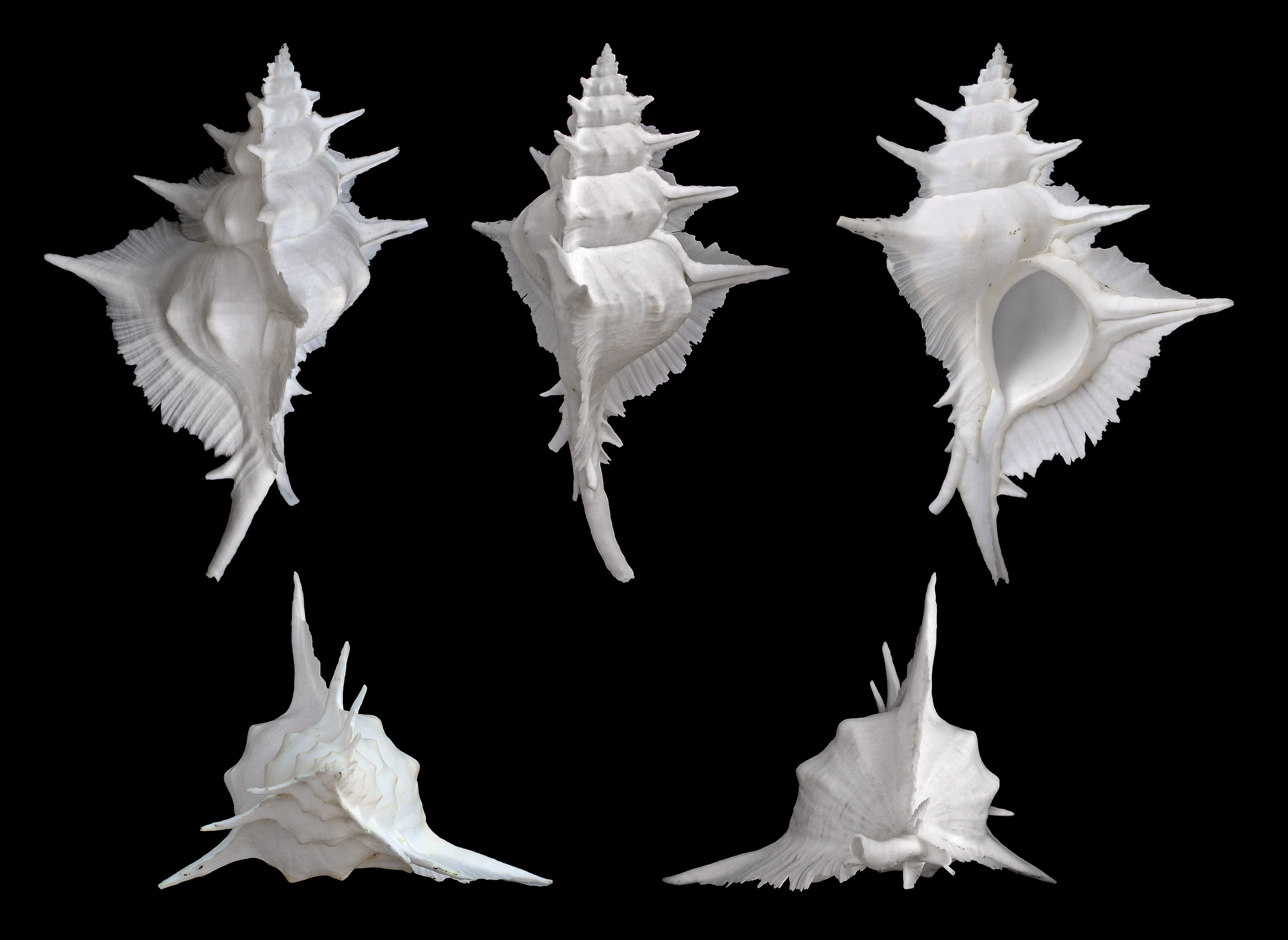
Siratus alabaster
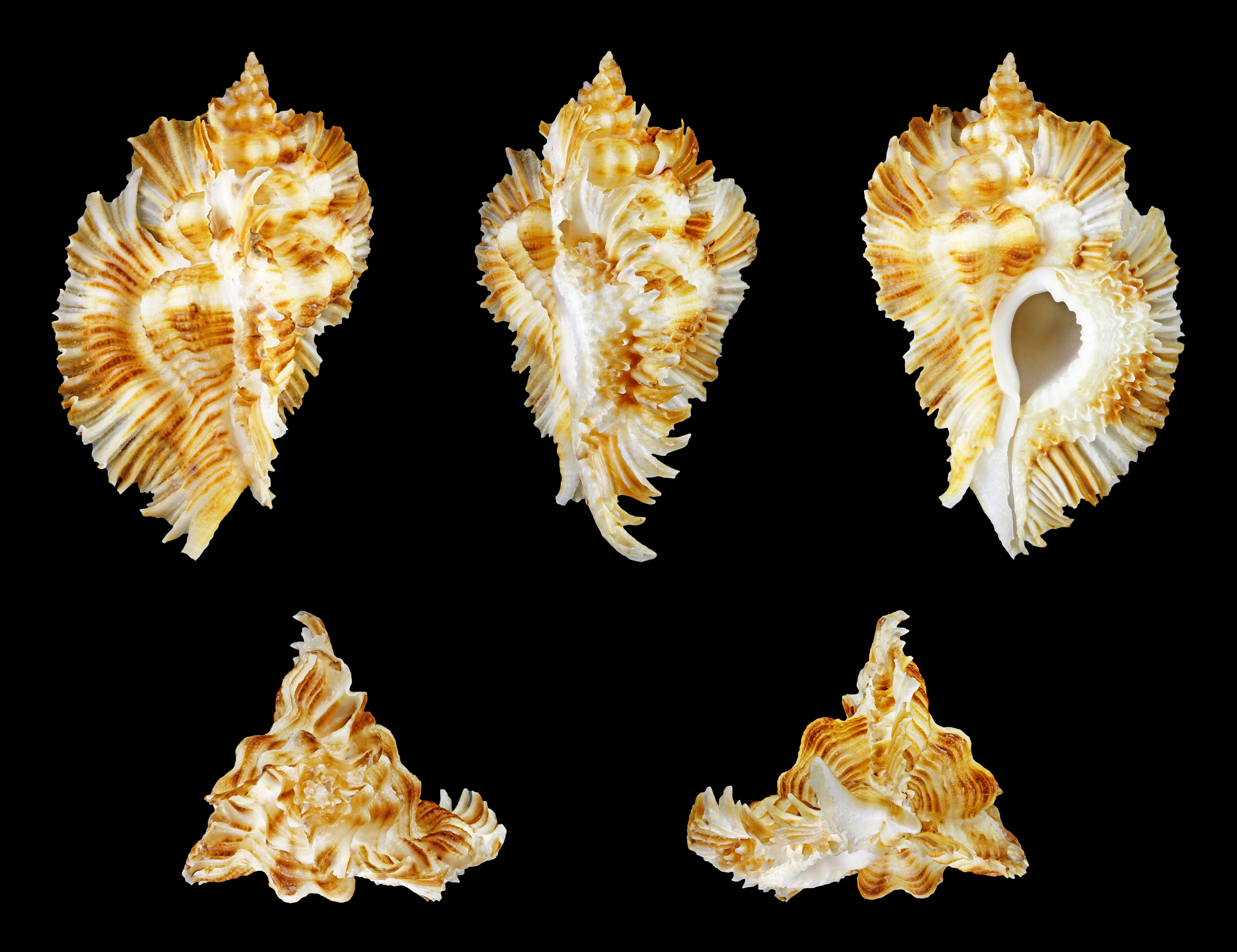
Timbellus miyokoae
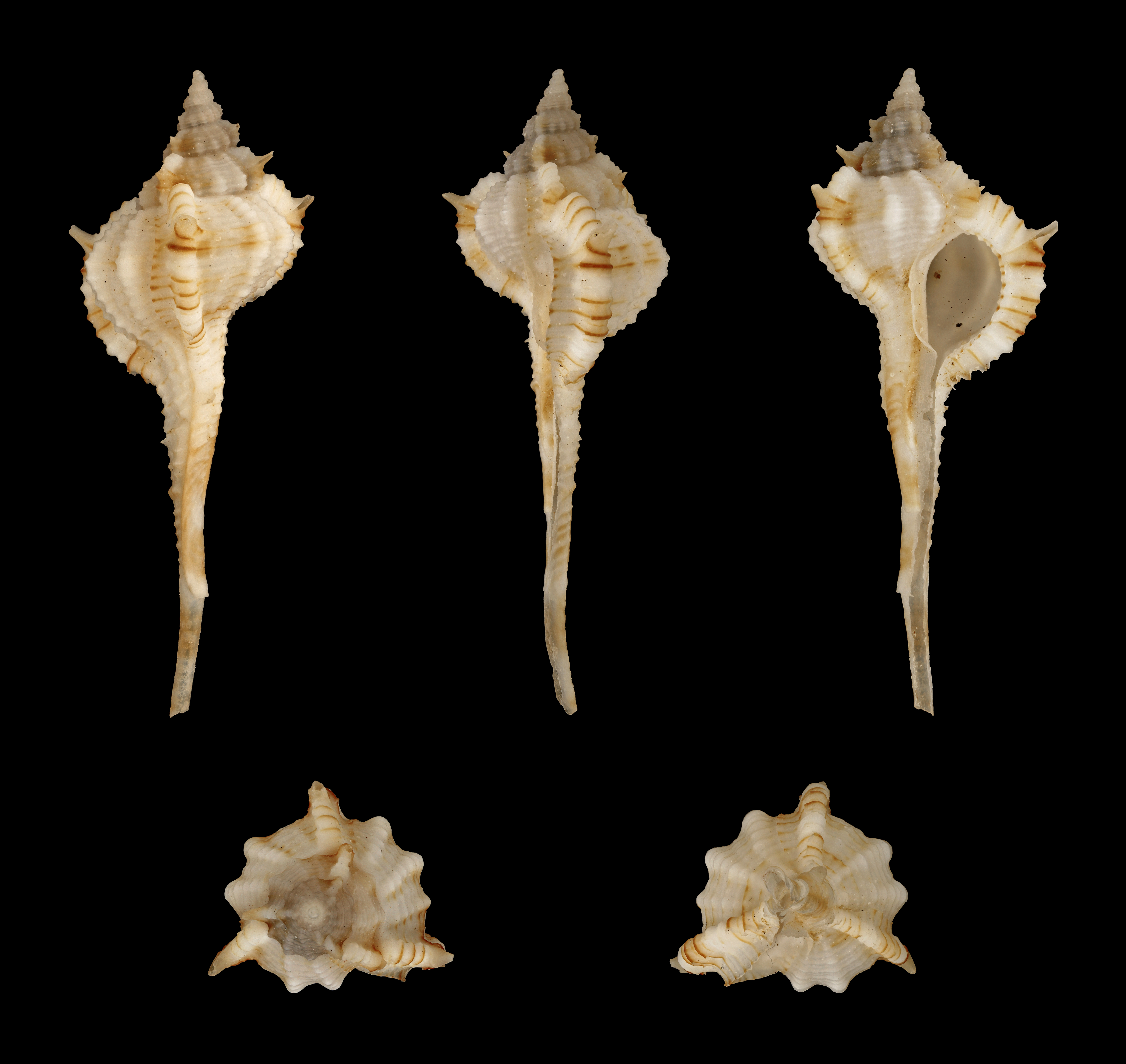
Vokesimurex gallinago gallinago